# Genildo Firmino Santana
Genildo Firmino Santana (Tabira, 1 de setembro de 1972), é um professor, filósofo, poeta e cordelista brasileiro. Sua atuação destaca-se na interseção entre educação, filosofia e cultura popular nordestina.

## Formação acadêmica
Santana é graduado em Filosofia pela Faculdade de Filosofia, Ciências e Letras de Cajazeiras (FAFIC), na Paraíba. Realizou estudos livres de Filosofia e Teologia no Seminário Arquidiocesano da Paraíba, em João Pessoa. É pós-graduado em História do Brasil pela Faculdade de Formação de Professores de Afogados da Ingazeira (FAFOPAI) e mestre em Filosofia da Educação pela Universidade Federal do Paraná (UFPR). Sua dissertação de mestrado, intitulada Pelo ensino de Filosofia a partir do Cordel: triálogo entre Filosofia, Poesia e Educação em sala de aula, foi defendida na Universidade Federal de Campina Grande (UFCG) em 2021.

## Atuação profissional
Atualmente, Santana leciona Filosofia na Faculdade do Sertão do Pajeú (FASP), em Afogados da Ingazeira, e na rede particular de ensino em Tabira. Atua também como palestrante em eventos acadêmicos e culturais, promovendo a integração entre filosofia e literatura de cordel.

## Obras publicadas

### Livros
- Primeiras Vozes (2003)
- Por Tanto Te Amar (2005)
- Profecia (2007)
- Uns Sonetos e Outros Versos (2009)
- Guerreiro que Cai de Pé ou Romance da Bela A. (2018)
- Celeste Vidal: Uma vida na ditadura militar brasileira (2025)[2]

### Cordéis
- Chico Pereira e o Diabo
- Padre Robert François em Mirandiba
- Poema de Amor à Minha Terra
- Coisas de Filosofia
- História de Lau Cordeiro
- Um Cordel pra João Conrado
- Tabiretama[2]

### Participações em obras coletivas
- Coautor do capítulo "Filosofar e Poetizar: o Cordel no Ensino de Filosofia", no livro Filosofia para não-filósofos: perspectivas e itinerários para o ensino de filosofia, publicado pela Editora da Universidade Federal da Paraíba (UFPB).[3]

## Reconhecimento
Em 2023, foi homenageado pela Prefeitura Municipal de Tabira por sua contribuição como educador e poeta.